# E501号線
E501号線 (E501ごうせん、英: European route E501) はフランスにあり、ル・マン – アンジェを結ぶ、欧州自動車道路のBクラス幹線道路。
- フランス
  - E50号線,E402号線,E502号線 – ル・マン
  - アンジェ